# Yann de Fabrique
Yann de Fabrique, né le 7 juin 1973 à Plantation (Floride), est un nageur français .

## Carrière
Yann de Fabrique, qui participe aux Jeux olympiques d'été de 1992 à Barcelone et aux Jeux olympiques d'été de 1996 à Atlanta, remporte la médaille de bronze du relais 4 × 200 m nage libre aux Championnats d'Europe de natation 1993 à Sheffield.
Il est sacré champion de France du 200 mètres nage libre à deux reprises (1998 et 1999), champion de France du 400 mètres nage libre à trois reprises (hiver 1993, hiver 1996 et 1998), champion de France du 1 500 mètres nage libre à l'hiver 1996 et champion de France du 200 mètres papillon en 1998.